# Албурител
Албурител (порт. Alburitel)  —  район (фрегезия) в Португалии,  входит в округ Сантарен. Является составной частью муниципалитета  Оурен. По старому административному делению входил в провинцию Бейра-Литорал. Входит в экономико-статистический  субрегион Медиу-Тежу, который входит в Алентежу. Население составляет 1163 человека на 2001 год. Занимает площадь 11,51 км².